# Долчеаква
Долчеаква (итал. Dolceacqua) је насеље у Италији у округу Империја, региону Лигурија.
Према процени из 2011. у насељу је живело 1556 становника. Насеље се налази на надморској висини од 61 м.

## Становништво
| 1936. | 1951. | 1961. | 1971. | 1981. | 1991. | 2001. | 2011. |
| ----- | ----- | ----- | ----- | ----- | ----- | ----- | ----- |
| 1.970 | 1.806 | 1.937 | 1.777 | 1.850 | 1.693 | 1.901 | 1.990 |